# Al-Qunaytirah (by)
Al-Qunaytirah (by) (også Al Qunaytirah, Qunaitira eller Kuneitra; arabisk القنيطرة, al-Qunayṭrah) er en by i guvernementet Quneitra i den sydvestlige del af Syrien. Byen ligger i en høj dal i Golanhøjderne 1.010 meter over havet. Quneitra blev grundlagt i den osmanniske tid som et stoppested på karavaneruten til Damaskus og blev så en garnisonsby med omkring 20.000 indbyggerer. Den lå strategisk nær våbenhvilelinjen med Israel. Det arabiske navnet betyder "den lille bro".
Den 10. juni 1967, sidste dag i seksdageskrigen, kom Quneitra under israelsk kontrol. Den blev en kort tid generobret af Syrien under Yom Kippur-krigen i 1973, men Israel tog kontrollen tilbage i en modoffensiv. Byen blev næsten helt ødelagt, før israelerne trak sig tilbage i juni 1974. Den har siden ligget i den demilitariserede United Nations Disengagement Observer Force Zone mellem Syrien og Israel nær ved den de facto grænsen mellem de to lande og er befolket af blot nogen få familier. Syrien nægter at genopbygge byen og har aktivt gået imod nyindflytning i området.
Israel blev kraftig kritiseret af FN for ødelæggelsen af byen, mens Israel har kritiseret Syrien for ikke at have genopbygget Quneitra.
I december 2024 kom byen under israelsk kontrol.

## Geografi og demografi
Quneitra ligger i en høj dal i Golanhøjderne, 942 meter over havet. Den er overskygget i vest af den israelsk-kontrollerede del af Golanhøjderne og bjerget Har Bental. Området rundt omkring er domineret af gamle vulkanske lavastrømme med sovende vulkaner ind imellem, som stiger 150-200 meter over den omliggende slette. De vulkanske åse i regionen har spillet en nøglerolle som observationspunkter og naturlige angrebsstillinger i konflikten om regionen, således i Yom Kippur-krigen. I mere fredelige tider har den frodige vulkanske jordbund været udnyttet til korndyrkning og græsningsarealer.
I mellemkrigstiden skrev den amerikanske turist Harriet-Louise H. Patterson om Quneitra:
"Den ligger charmerende til i lunde af eukalyptustræ. Her er en smuk udsigt over Jordan, som flyder ned fra Hermon gennem bredder af sammenfiltrede buske og blomstrende rosa og hvide oleander. Kuneitra er et behagelig stoppested for lunch. Det er køligt under træerne, normalt rolig og fredelig."
Beliggenheden af byen langs en vigtig handelsrute gjorde, at befolkningen var sammensat. Tidlig i 1900-tallet var den domineret af muslimske tjerkessere fra Kaukasus. Folketallet voksede til omkring 21.000 indbyggere, hovedsagelig arabere, efter den syriske selvstændighed fra Frankrig i 1946. Efter, at den blev fraflyttet i 1967 og siden ødelagt, flyttede indbyggerne til andre dele af Syrien.

## Historie

### Tidlig historie
Det omliggende område har været bosat i tusindvis af år. Jægere og samlere skal have holdt til her, som nogen fund af flintredskaber i nærheden viser. En bosættelse blev anlagt mindst så tidlig som romersk og byzantinsk tid, og tjente som stoppested på vejen fra Damaskus til det vestlige Palæstina. Apostlen Paulus siges at have været i området på vej fra Jerusalem til Damaskus. Stedet, hvor hans omvendelse traditionelt skal have fundet sted, var den lille landsby Kokab nordøst for Quneitra, på vej til Damaskus.
I 1868 stod der i en rejsehåndbog, at stedet var en "ruineret landsby med omkring 80 til 100 huse" og at en stor khan stod blandt ruinerne.
Den moderne by voksede i sidste halvdel af 1800-tallet op omkring en gammel osmannisk karavanserai, som blev bygget med sten fra ruinerne af en ældgammel bousættelse. Midt i 1880-årene var Quneitra hovedbyen og sæde for guvernementet Jaulân. Schmacher skrev, at den "bestod af 260 bygninger, som er stort set solidt byggede med basaltsten og har 1.300 indbyggere, hovedsagelig tjerkessere".
Under 1. verdenskrig slog det australske kavaleri osmanniske tyrkere der den 29. september 1918, før de tog Damaskus . Quneitra var omstridt i flere slag under Syrien-Libanon-felttoget under 2. verdenskrig, som slaget ved Damaskus og slaget ved Kissoué.

### Mellemøstenkonflikten
Da de moderne stater Syrien og Israel fik selvstændighed fra henholdsvis Frankrig og Storbritannien efter 2. verdenskrig, blev Quneitra en ny strategisk by, da den lå blot 24 km fra grænsen. Den blev en blomstende markedsby med en militær garnison og over 20.000 indbyggere, hovedsagelig arabere.

#### Seksdageskrigen
Quneitra var det syriske hovedkvarter for Golanhøjderne. Da israelerne erobrede byen, skete det under kaotiske forhold den 10. juni 1967, den sidste dag af seksdageskrigen. Israelske styrker rykkede frem mod Quneitra fra nordvest, og syriske soldater tog stilling nord for byen under kraftig bombardement for at forsvare vejen til Damaskus. Klokken 8.45 om morgenen erklærede syrisk radio fejlagtigt, at byen var faldet. Den syriske hær trak sig så kaotisk tilbage langs vejen til Damaskus. Selv om den feijlagtige melding blev rettet to timer senere, udnyttede israelerne situationen, som opstod, og erobrede Quneitra. En panserbrigade under oberst Albert Mandler gik ind i Quneitra kl. 1430 og fandt byen tom men med meget militærudstyr efterladt.
Det nåedes enighed om våbenhvile senere på eftermiddagen, og Quneitra forblev under israelsk kontrol. I juni 1967 rapporterede magasinet Time: "Byen El Quneitra var en spøgelsesby, butikkerne var lukkede, de tomme gader var patruljerede af israelere, som søgte fra hus til hus efter våben og ammunition. Åsene gav genlyd efter eksplosionerne, da de israelske sappører systematisk ødelagde den lille Maginot-linje, som syrerne havde bombet kibbutzim fra på den anden side af Genesaretsøen".

#### Israelsk okkupation
Den tomme by forblev under Israel i næsten seks år. Israel og Syrien var i krigstilstand gennem denne periode (og er det endnu i dag - 2014). Byen fik en symbolsk værdi og blev af syrerene set som "symbolet på nederlaget for Syrien, et emblem af had mellem Syrien og Israel og et kors, som den syriske præsident Hafez al-Assad måtte bære." Syrien bombede byen flere gange i begyndelsen af 1970-erne. I juni 1970 gik en pansret styrke til angreb, og i november 1972 annoncerede radioen i Damaskus, at syrisk artilleri igen havde bombet Quneitra.

#### Yom Kippur-krigen
I de første dage af Yom Kippur-krigen i 1973 blev Quneitra en kort stund generobret af den syriske hær før, at de blev drevet tilbage af et israelsk modangreb. Midt i oktober 1973 startede et israelsk modangreb. Syrerne havde samlet næsten 1.000 kampvogne langs en 100 km lang front. Med en massiv samling af stridsvogne hamrede israelerne løs på de syriske styrker. Syrerene faldt først tilbage, men klarede at få i stand et modangreb og presse sig ind igen i de okkuperede områder. Hvem, som havde kontrollen over Quneitra, ændrede sig flere gange. Til sidst fik israelerne med pansrede styrker og støtte fra Phantom- og A-4 Skyhawk-jagerfly, som brugte napalm mod de syriske styrker, stoppet det syriske angreb og drevet araberne tilbage.
Israelerne havde kontrol over byen til tidlig i juni 1974, da den blev givet tilbage til syrisk civil kontrol efter, at der blev undertegnet en aftale den 31. maj 1974. Overgivelsen af Quneitra var kontroversiel, med israelske nybyggere, både Likud og Mafdal som var imod det, og der blev oprettet en israelsk bosættelse i udkanten for en kort periode. I følge Michael Mandelbaum skulle i følge aftalen byen være blevet befolket på ny for at demonstrere syrernes fredelige intentioner, ved at god opførsel fra syrerene så ville opfordre israelerne til at trække sig yderligere tilbage. Overdragelsen trådte i kraft den 6. juni. Den 26. juni rejste den syriske præsident Hafez al-Assad til Quneitra, hvor han bad om, at resten af Golan måtte blive overdraget til syrerne.

#### Tilbage til syrisk kontrol
Vestlige reportere fulgte syriske flyktninge hjem til byen i begyndelsen af juli 1974 og skildrede det, de så på bakken. Korrespondenten i magasinet Time rapporterede, at "de fleste bygninger er slået helt flade, som om det er benyttet dynamit, eller mærkede af granatild." Le Mondes Syrien-korrespondent skrev i en rapport for The Times en detaljeret skildring af ødeleggelserne:
"I dag er byen ikke til at kende igen. Husene med deres tage ligger på bakken som om de er gravsten. Dele af grusen er dækket af fersk jord med spor af bulldosere. Overalt er det bidder af møbler, kasseret køkkenudstyr, hebraiske aviser fra den første uge af juni, her en oprevet madras, der nogen fjer fra en gammel sofa. På de få vægge, som endnu står, står der på hebraisk: "Der vil blive en ny runde"; "Vil du have Quneitra, skal du få den ødelagt.""
Byen var vist nok systematisk blevet ribbet af israelske styrker, alt som kunne flyttes og sælges til israelske leverandører. De tomme bygninger blev så revet i stykker af traktorer og bulldosere. I spekulationerne om hvad, som kunne være mulige årsager til raseringen af byen, skrev korrespondenten i The Times i 1974, at "den israelske evakuering af Quneitra fandt sted kort tid efter, at israelske krigsfanger kom tilbage fra Damaskus med mange fortællinger om tortur".
Israel hævdede, at det meste af ødelæggelserne var sket i løbet af de to krige og under artilleriduellerne mellem dem. Flere rapporter fra før tilbagetrækningen omtalte byen som "ruineret" og "udbombet". The Times-korrespondenten så byen selv den 6. maj, en måned før israelerne trak sig tilbage, og skildrede den som "i ruiner og fraflyttet efter syv år med krig og forfald. Den ser ud som en westernby ramt af jordskælv, og hvis syrerene får den tilbage, må de i gang med en stor genopbygning. Næsten alle bygningerne er kraftig ødelagte eller med store granathuller."
Direkte bevis på tilstanden i byen kom, da byen blev filmet den 12. maj 1974 af britisk fjernsyn med journalisten Peter Snow, som rapporterede for Independent Television News. Hans rapport blev sendt på News at Ten. I følge The Times-korrespondenten Edward Mortimer "fik seerne et panoramabillede af byen, som havde stået tom næsten siden den syriske hær evakuerede den i 1967. Man kunne se, at mange af bygningerne var ødelagte, men de fleste var fremdeles stående." Efter, at byen blev overgivet, "stod meget få bygninger tilbage. De fleste af dem, som var ødelagte, viste ikke de taggede konturer og tilfældige bunker af grus, som man almindeligvis har med artilleri- eller flybomber. Tagene lå flade på bakken, 'pandekageflade' på en sådan måde, blev jeg fortalt, at det kun kan opstå, hvis man systematisk sprænger de indre vægge med dynamit." Mortimer konkluderede, at billederne viste "uden rimelig tvivl at det meste af ødelæggelsen fandt sted efter 12. maj - på en tid, da der ikke var kampe nær Kuneitra."
FN oprettede en Specialkomité for at undersøge israelsk praksis som påvirkede menneskerettighederne for befolkningen i de okkuperede områder, som konkluderede, at de israelske styrker med vilje havde ødelagt byen før, de trak sig ud. Konklusionen blev godtaget af Generalforsamlingen i FN. En beslutning fra generalforsamlingen den 29. november 1974 skildrede ødelæggelsen af Quneitra som "et alvorlig brud på den [fjerde] Genevekonvention" og "fordømmer Israel for sådanne handlinger," med en margin på 93 stemmer mod 8, og 74 som undlod at stemme. FN's menneskerettighedskommission stemte også for at fordømme "tilsigtet ødelæggelse" af Quneitra i en beslutning fra 22. februar 1975, med en margin på 22 stemmer mod 1 (USA) og 9 som undlod at stemme.
U.S. Committee for Refugees and Immigrants rapporterede: "Før de drog bort, jævnede israelerne byen med bulldosere og dynamit."
I 2012 var byen fremdeles totalt ødelagt. Syrien har ladet ruinerne ligge og bygget et museum til minde om ødelæggelsen. Det er opsat tavler ved ruinerne af mange bygninger, og man har bevaret byen således, som den israelske hær forlod den. De syriske indbyggere i byen er ikke flyttet tilbage, og Syrien har prøvet at forhindre folk i at flytte ind i området igen. Alligevel viste folketællingen fra Statistisk centralbureau i Syrien i 2004, at 153 mennesker i 28 hushold boede her, alle i nabolaget Rasm al-Rawabi. Bogen Rough Guide to Syria skildrer den nuværende by således: "Det første syn af husene som er jævnet med jorden i udkanten af Quneitra er mest dramatisk. Mange af de uskadte tage ligger bare oven på i bunker med grus, og giver et indtryk af at bygningerne er imploderede."
Mange kendte udlændinge har besøgt byen, som den sovjetiske udenrigsminister Aleksej Kosygin i juni 1976 og pave Johannes Paul II i maj 2001. Bare nogen få familier bor i dag i byen, og lever af at yde tjenester for FN-soldaterne, som patruljerer den demilitariserede zone. I følge The Times "er den bevarede ruinby blevet et pilgrimssted for en generation af syrere."
Byen kan besøges af turister, men man skal først have tilladelse fra indenrigsdepartmentet i Syrien og følge af en militærguide. De største attraktioner er resterne af sygehuset i Quneitra, en moské og den græsk-ortodokse kirke. Et museum har genstande fra antikken og middelalderen og ligger i den første osmanniske karavanserai i byen. Vestenden af byen markerer starten på "ingenmandsland" og på den anden side ligger det israelsk kontrollerede område. Fordi grænsen er lukket, er det ikke muligt at besøge Quneitra fra Israel.

### Den syriske borgerkrig
Den 13. november 2012, under den syriske borgerkrig, som begyndte i marts 2011, gav præsident Bashar al-Assad en resolution, som oprettede en gren af Universitetet i Damaskus i Quneitra. Den 6. juni 2013 blev grænseovergangen nær Quneitra angrebet af oprørsstyrker og en kort stund okkuperet. Regeringsstyrkerne formåede hurtigt at genvinde overgangen. En filippinsk fredsbevarer fra UNDOF blev skadet under kampene. På grund af dette trak Østrig sine fredsbevarende styrker tilbage fra FN-opdraget. Oprørererne gik også til angreb på en militær kontrollstation i byen, og dagen efter blev flere syriske stillinger i Quneitra angrebne i et forsøg på at erobre byen.
I august 2014 erobrede oprørsstyrker overgangen. Et filippinsk medlem af FN's fredsbevarende styrke (UNDOF) blev såret under kampene. Som følge heraf annoncerede den østrigske regering tilbagetrækningen af sine tropper fra FN-missionen.[kilde mangler]
Den 26. juli 2018 besatte den syriske Ba'ath-hær byen Quneitra igen.[kilde mangler]
I december 2024 kom byen under israelsk kontrol.